# Opel Mokka Electric
Az Opel Mokka Electric egy akkumulátoros elektromos, melyet a németországi Opel gyárt. A Mokka Electric a második generációs Opel Mokka elektromos változata.

## Műszaki adatok

### Szállítás
Az autóban öt ülés található, amelyek közül kettő Isofix gyereküléshez is alkalmas. A csomagtér 350 literes.

### Akkumulátor
A 100 kW-os egyenáramú gyorstöltés segítségével 30 perc alatt 80%-ra tölthető. Ennek eredményeként a WLTP szerinti hatótávolsága 406 km.

### Teljesítmény
Az autó elektronikus hajtáslánca 156 lóerős teljesítményre képes.

## Képtár

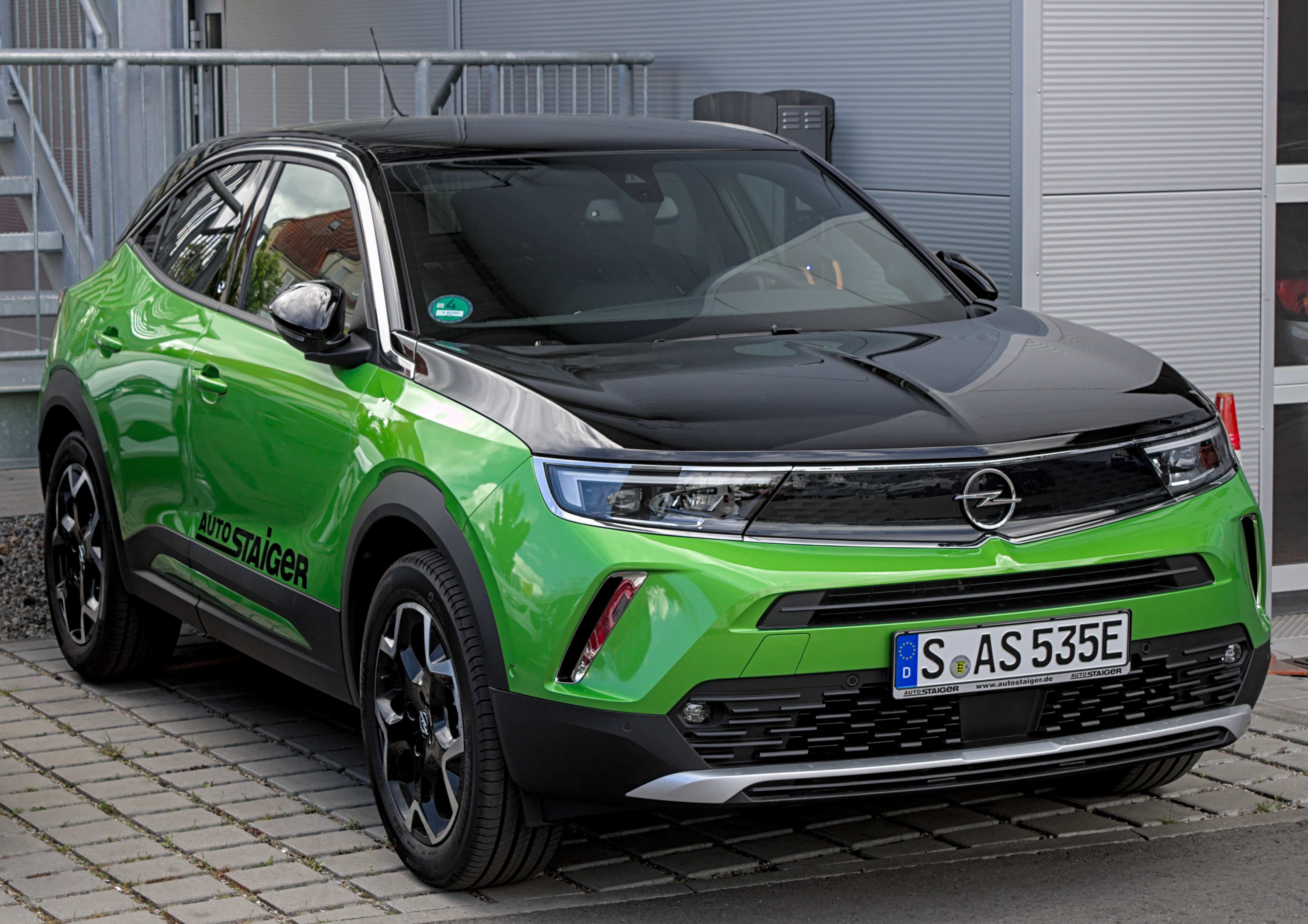
Elölnézetből
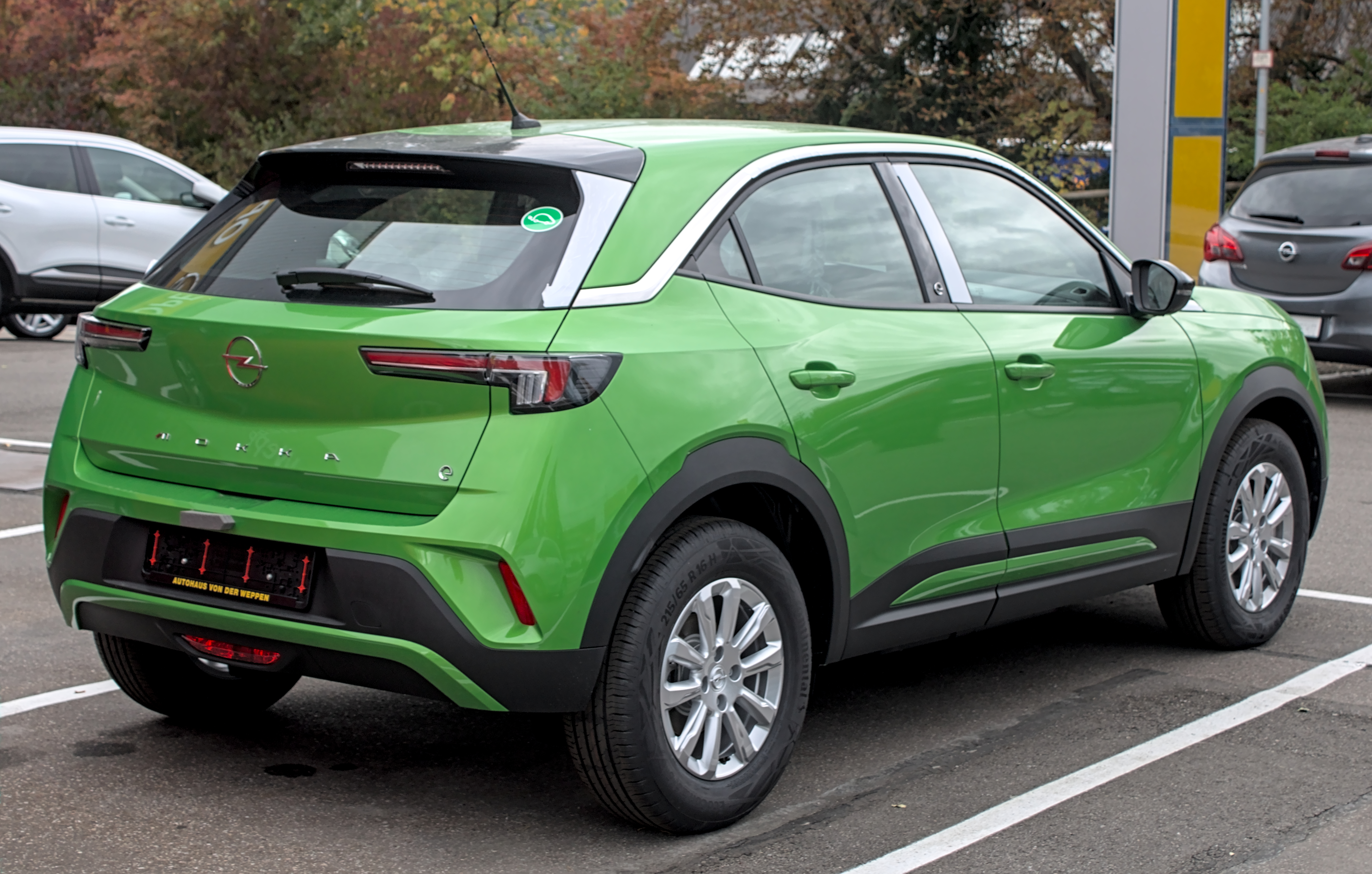
Hátulnézetből